# East Lynn (Virginia Occidental)
East Lynn es un área no incorporada ubicada en el condado de Wayne (Virginia Occidental), Estados Unidos. Está clasificada como un asentamiento humano por el Sistema de Información de Nombres Geográficos.
Aparece registrada en U.S. Geological Survey con fecha de entrada del 31 de diciembre de 1981. El número de identificación asignado por el Sistema de Información de Nombres Geográficos es 1538508.

## Geografía
Se encuentra a una altitud de 192 m s. n. m. (630 pies) según el Servicio Geológico de Estados Unidos.